# El Remolino
El Remolino est une communauté située dans la municipalité de Juchipila (es) dans l'État de Zacatecas au Mexique.
Elle compte 737 habitants et se trouve à 1 220 mètres d'altitude.

## Histoire
El Remolino a été fondée au XVIIIe siècle, mais semble avoir été occupé auparavant.

## Culture
Depuis le milieu du XIXe siècle se déroule une fête annuelle en l'honneur de la Sainte Croix, le 3 mai. Cette fête a commencé avec des processions et des danses, mais au fil des ans, il a été ajouté des représentations de théâtre populaire, des manèges, etc. Elle est devenue l'un des événements les plus importants dans la municipalité de Juchipila et s'est étendue sur trois jours. La fête est organisée par un comité élu chaque année par le comité précédent, qui lève des fonds pour la loterie traditionnelle, le dimanche après la messe, avec la vente de gorditas samedis et dimanches, et certains dîners, etc. 
Cette fête a eu lieu tous les ans, sauf en 2009, où elle a été annulée par les autorités de l'État de Zacatecas pour cause de grippe H1N1. Cette décision a provoqué un  fort mécontentement populaire, et il a été décidé de réorganiser la fête fin octobre 2009.
Le village assure l'enseignement maternelle, primaire et secondaire (à distance), mais on a commencé à y construire l'Université polytechnique du Sud de Zacatecas, ce qui devrait profiter aux habitants et éviter ainsi en partie l'émigration vers les États-Unis.

## Tourisme
Une des attractions touristiques majeures de El Remolino est la colline des fenêtres, le cerro de las ventanas : , il y avait un refuge pour les groupes après la guerre de Mixtón qui a été menée de 1540 à 1542 entre les Caxcanes et d'autres peuples autochtones semi-nomades de la région du nord-ouest du Mexique contre les envahisseurs espagnols, y compris leurs alliés aztèques et tlaxcalans. ils ont laissé de nombreuses traces, y compris une grotte est un mur avec des fenêtres, qui donnent son nom à la colline.

## Géographie
Les cours d'eau principaux sont le rio Juchipila, l'arroyo del barrio arriba, et l'arroyo Sanjon. 
De nombreux habitants d'El Remolino vivent aux États-Unis, surtout à Los Angeles[réf. nécessaire].